# Зверобой продырявленный
Зверобо́й продыря́вленный (лат. Hypéricum perforátum) — многолетнее травянистое растение; вид рода Зверобой (Hypericum) семейства Зверобойные (Hypericaceae), типовой вид этого рода. Также встречается как Зверобо́й обыкнове́нный по устаревшему синонимичному названию Hypericum vulgare.
Одно из наиболее используемых лекарственных растений; используется также в пищевой промышленности.

## Название

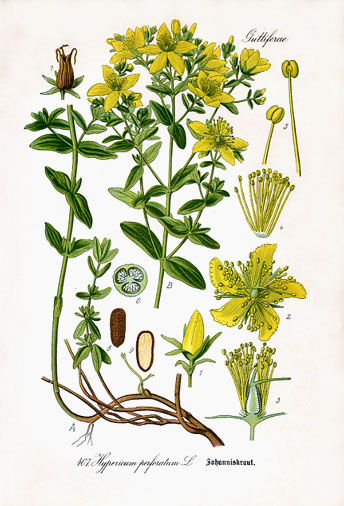
Зверобой продырявленный.

Народные названия растения — заячья кровь, зверобой дырявый, зверобой жёлтый, зверобойник, красная травица, кровавец, кровца, хворобой, зелье светоянское.

## Ботаническое описание
Растение с тонким, сильным корневищем, от которого ежегодно вырастает несколько гладких двугранных ветвистых стеблей высотой до 40—80 см.
Стебель — прямостоячий, зелёного цвета, затем становится красновато-бурого цвета; на гладкой поверхности выделяются две продольные линии. Характерны секреторные вместилища с тёмным содержимым.
Листья супротивные, сидячие, продолговато-яйцевидные или эллиптические, длиной до 3 см, шириной до 1,5 см, цельнокрайные с многочисленными светлыми и тёмными желёзками (отсюда и название — продырявленный).
Соцветие — верхушечный кистевидно-щитковидный тирс. Цветки правильные, до 2 см в диаметре, с двойным пятичленным околоцветником. Чашечка глубоко-раздельная, остаётся при плоде, свободные части ланцетные с редкими чёрными желёзками. Лепестки свободные, золотисто-жёлтые, продолговато-эллиптические, на верхушке косо срезанные, с желёзками, которые по краю листа тёмные, а на остальной поверхности — светлые. Многочисленные тычинки срослись в три пучка. Гинецей ценокарпный, столбики отогнутые, рыльца с красными сосочками, завязь трёхгнёздная, у её основания — железистые стаминодии. Цветёт зверобой с июня по август в течение 25—30 дней.
Формула цветка: {\displaystyle \mathrm {\ast \;Ca_{(5)}\;Co_{5}\;A_{(\infty )+(\infty )+(\infty )}\;G_{({\underline {3}})}} }.
Пыльцевые зёрна трёхбороздно-оровые или трёхбороздно-оровидные, шаровидной или эллипсоидальной формы. Длина полярной оси 13,6—17,7 мкм, экваториальный диаметр 13,6—17 мкм. В очертании с полюса почти округло-трёхлопастные, с экватора — округлые или широкоэллиптические. Борозды шириной 3—5 мкм, с ровными краями и заострёнными или притуплёнными концами, почти сходящимися у полюсов. Оры округлые или экваториально вытянутые, часто слабо заметны. Мембрана борозд и ор мелкозернистая. Экзина толщиной 1—1,3 мкм. Ширина мезокольпиума 2—3 мкм. Скульптура мелкосетчатая, ячейки мелкие, округло-угловатые. Стерженьки тонкие, с маленькими, округлыми головками; подстилающий и покровный слои тонкие. Цвет пыльцы тёмно-жёлтый.
Плод — трёхгранная многосемянная коробочка с сетчатой поверхностью, открывается створками.
|                                                                        |  |  |  |
| Слева направо: лист, цветок крупным планом, плоды, плод крупным планом |  |  |  |

## Распространение и экология
Растёт зверобой повсеместно, местами образует целые заросли вдоль опушек хвойных лесов, по сухим лугам, лесным солнечным полянам. Встречается как сорняк вдоль лесных дорог и по окраинам полей.
В природных сообществах урожайность надземной массы — 0,1—15 ц/га, в опытных посевах на второй год — 15—25, на третий — 30—40 ц/га.
Широко распространён в Евразии — от Атлантического побережья до Сибири, Монголии и Китая. Встречается в Северной Африке, на Канарских и Азорских островах. Как натурализовавшееся растение встречается в Австралии, Новой Зеландии, Японии, Южной и Северной Америке.

## Хозяйственное значение

### Лекарственные свойства
Зверобой как лекарственное растение известен с давних пор.
В качестве лекарственного сырья используют траву зверобоя (лат. Herba Hyperici) — собранные в фазе цветения побеги дикорастущего или культивируемого зверобоя продырявленного. Трава зверобоя содержит дубильные вещества, эфирное масло, β-ситостерин, тритерпеновые сапонины, витамины С и E, флавоноиды (гиперозид, рутин), антрахиноны, макро- и микроэлементы и другие биологически активные вещества, красящее вещество гиперицин.
Отвар, настой, настойка зверобоя используются как вяжущее и антисептическое средство при желудочно-кишечных заболеваниях (гастриты, язвенная болезнь желудка и двенадцатиперстной кишки, энтероколиты, диарея, язвенный колит, геморрой), печени и жёлчного пузыря (дискинезия жёлчного пузыря, холецистит, жёлчнокаменная болезнь, острый и хронический гепатит), для полоскания при воспалительных заболеваниях слизистой оболочки рта и зева (острые тонзиллиты (ангины) и хронические тонзиллиты, гингивиты, стоматиты). Применяется при астенических состояниях, неврозах и неврастениях, судорогах, головных болях, бессоннице, миокардитах и эндокардитах, гломерулонефритах, пиелонефритах, циститах и воспалениях предстательной железы, артритах, радикулитах. Им лечат также многие женские заболевания (воспаления придатков, аменореи, обильные менструации, бели), а также аллергический диатез у детей. Настойка и отвар зверобоя оказывают положительное действие при туберкулёзе лёгких.
В составе зверобоя имеется аментофлавон — неселективный блокатор (антагонист) опиоидных каппа-рецепторов, а также бензодиазепинового сегмента ГАМКА-рецепторов, чем в некоторой степени объясняется антидепрессивное и антипохмельное воздействие на психику. Другой компонент, гиперфорин является ингибитором обратного захвата моноаминов, в том числе серотонина и дофамина, что также облегчает депрессию. Гиперицин селективно ингибирует фермент дофамин-бета-гидроксилазу, что повышает уровень дофамина.
Экстракты зверобоя применяются при лечении депрессии. Эффективность препаратов экстракта зверобоя сопоставима с эффективностью широко применяемых синтетических антидепрессантов, что подтверждено большим количеством клинических испытаний и результатами нескольких метаанализов. При этом по показателю переносимости экстракт зверобоя достоверно превосходит синтетические препараты: его побочные эффекты развивались значительно реже и имели менее тяжёлый характер.
По данным кокрейновского обзора 29 исследований, в которых участвовали 5489 пациентов, при лёгкой и умеренной депрессии препараты зверобоя оказались не менее эффективными, чем стандартные (синтезированные) антидепрессанты, и при этом вызывали меньше побочных эффектов. Сходные результаты показал и систематический обзор 35 исследований, включивших 6993 пациентов, данные которого были опубликованы в Systematic Reviews (однако авторы отмечали, что в исследованиях было недостаточно данных о неблагоприятных побочных реакциях, а также о том, эффективен ли зверобой при тяжёлой депрессии).
Зверобой также может применяться при тревожных расстройствах, его эффективность при этих расстройствах продемонстрирована в ряде небольших рандомизированных испытаний. В многоцентровом рандомизированном плацебо-контролируемом исследовании с участием 151 амбулаторного пациента эффективность Hypericum perforatum подтверждена и при соматоформных расстройствах.
Препарат «Новоиманин» применяют наружно при лечении абсцессов, флегмон, инфицированных ран.

#### В народной медицине
В народной медицине зверобой применяют при лечении подагры, суставного ревматизма, туберкулёза лёгких, ишиаса. Спиртовую настойку принимают внутрь при ревматических заболеваниях, измельчённые листья прикладывают к ранам для скорейшего заживления. В Болгарии наземную часть растения используют в виде отвара как противовоспалительное и вяжущее средство при заболеваниях органов пищеварения, печени, жёлчного пузыря, в Польше — при лечении неврастении, невралгии, бессонницы, головной боли, болезнях желудка, как кровоостанавливающее и ранозаживляющее средство. Во Франции масло зверобоя применяют при лечении ран и ожогов, как мочегонное, а также как средство, стимулирующее деятельность сердца и возобновление тканей.

#### Побочные эффекты
К побочным эффектам зверобоя относятся фотосенсибилизация, а также развитие маниакальных состояний у пациентов, страдающих биполярной депрессией (развитие мании у этих пациентов возможно и при применении обычных, рецептурных антидепрессантов). Пациентам с биполярным расстройством зверобой можно принимать лишь на фоне приёма нормотимика.
Обладая стимулирующим эффектом, зверобой способен усиливать чувство тревоги у некоторых людей. Возможны, кроме того, желудочно-кишечные побочные действия, аллергические реакции, усталость, беспокойство, спутанность сознания.
Препараты зверобоя индуцируют изофермент 3A4 цитохрома P450 в печени, взаимодействуя с большим количеством лекарственных средств, и поэтому представляют опасность при сочетании их с другими лекарствами. Следует быть предельно аккуратным, применяя зверобой с другими лекарственными средствами, в первую очередь с иммуносупрессантами. Зверобой ускоряет выведение медикаментов из организма, тем самым снижая их терапевтический эффект, что в некоторых случаях приводило, например, к отторжению пересаженного органа. Зверобой может снижать концентрацию в крови трициклических антидепрессантов, антиретровирусных препаратов, карбамазепина, фенитоина, с чем связан риск снижения их эффективности. Также он может снижать эффективность противозачаточных таблеток. Препараты зверобоя не следует принимать одновременно с такими антидепрессантами, как селективные ингибиторы обратного захвата серотонина и ингибиторы моноаминоксидазы:77: это сочетание порой приводит к тяжёлым побочным реакциям, в частности к развитию серотонинового синдрома.
Применение препаратов зверобоя при беременности и грудном вскармливании не рекомендуется в связи с недостатком данных об их безопасности в период гестации и лактации.
По данным исследования, проводившегося в Канаде (2013), многие препараты, созданные на основе растительных компонентов, в том числе и один из препаратов на основе зверобоя, представляют собой риск для здоровья потребителей из-за нежелательных примесей и других загрязнителей. В числе веществ, не отмеченных в документах к продукции, обнаружились вещества с известными токсическими характеристиками и побочными эффектами — например, засушенный зверобой оказался смешан с кассией остролистной, обладающей выраженным слабительным действием. Длительный приём кассии остролистной наносит вред печени, желудочно-кишечной и иммунной системе.

### Иное применение
Умеренно посещается пчёлами для сбора пыльцы. Цветки выделяют немного нектара, в основном в тёплую влажную погоду.
Зверобой продырявленный в России заваривали как чай и пили при всяких недомоганиях, да и просто как приятный напиток.
Цветущие побеги зверобоя используют для ароматизации водок и горьких настоек («зверобой», «ерофеич» и другие).
Облиственные побеги и цветки используют для окрашивания шерсти и тканей в красный цвет.
Надземные части употребляют для дубления кож.
Когда животные поедают зверобой и подвергаются воздействию солнечного света, у них могут опухать губы, уши, веки. Чаще всего такие отравления отмечаются у овец и реже — у коз белой масти, у лошадей и крупного рогатого скота. Например, в Адыгее наблюдались отравления крупного рогатого скота белой масти в случаях, когда голодный и истощённый скот пасли при ярком солнце и на природном пастбище, поросшем зверобоем. У животных опухали участки головы, не покрытые шерстью. Когда скот стали выпасать на другом пастбище, где не было зверобоя, отравления не повторились.

## Классификация

### Таксономия
Hypericum perforatum L., 1753, Sp. Pl. : 785
Вид Зверобой продырявленный относится к роду Зверобой (Hypericum) семейства Зверобойные (Hypericaceae) порядка Мальпигиецветные (Malpighiales), который последовательно входит в вышестоящие клады Фабиды → Розиды → Суперрозиды → Эвдикоты → Цветковые растения. Таксономическая схема в соответствии с Системой APG IV по состоянию на декабрь 2023 года:
|  |                          |  |                                   |                                   |                       |  | ещё 35 семейств | ещё 35 семейств |                         |  |                         |  | 517 подтверждённых видов и 91 вид, ожидающих подтверждения | 517 подтверждённых видов и 91 вид, ожидающих подтверждения |  |
|  |                          |  |                                   |                                   |                       |  | ещё 35 семейств | ещё 35 семейств |                         |  |                         |  | 517 подтверждённых видов и 91 вид, ожидающих подтверждения | 517 подтверждённых видов и 91 вид, ожидающих подтверждения |  |
|  |                          |  |                                   | порядок Мальпигиецветные          |                       |  |                 |                 | род Зверобой            |  |                         |  |                                                            |                                                            |  |
|  |                          |  |                                   | порядок Мальпигиецветные          |                       |  |                 |                 | род Зверобой            |  | 4 внутривидовых таксона |  |                                                            |                                                            |  |
|  | клада Цветковые растения |  |                                   |                                   | семейство Зверобойные |  |                 |                 | Зверобой продырявленный |  |                         |  |                                                            |                                                            |  |
|  | клада Цветковые растения |  |                                   |                                   |                       |  |                 |                 |                         |  |                         |  |                                                            |                                                            |  |
|  |                          |  | ещё 63 порядка цветковых растений | ещё 63 порядка цветковых растений |                       |  |                 | ещё 5 родов     | ещё 5 родов             |  |                         |  |                                                            |                                                            |  |
|  |                          |  |                                   | ещё 63 порядка цветковых растений |                       |  |                 |                 | ещё 5 родов             |  |                         |  |                                                            |                                                            |  |

### Внутривидовые таксоны
- Hypericum perforatum subsp. chinense N.Robson
- Hypericum perforatum subsp. perforatum
- Hypericum perforatum subsp. songaricum (Ledeb. ex Rchb.) N.Robson
- Hypericum perforatum subsp. veronense (Schrank) H.Lindb.

### Синонимы
- Hypericum assurgens Peterm. ex Rouy
- Hypericum officinale Gaterau
- Hypericum officinarum Crantz
- Hypericum perforatum f. brevispathum A.Fröhl.
- Hypericum perforatum f. lineolatum (Jord.) A.Fröhl.
- Hypericum perforatum f. lucidum A.Fröhl.
- Hypericum perforatum var. albiflorum Choisy
- Hypericum perforatum var. alpinum Parl.
- Hypericum perforatum var. anomalum Frid.
- Hypericum perforatum var. decompositum Nyár.
- Hypericum perforatum var. lineolatum (Jord.) Hayek
- Hypericum perforatum var. petiolatum Peterm.
- Hypericum perforatum var. semihumifusum Nyár.
- Hypericum vulgare Lam.